# Litovel (klein district)
Správní obvod obce s rozšířenou působností Litovel (Nederlands: Administratief district van de gemeente met uitgebreide bevoegdheid Litovel, afgekort SO ORP Litovel) is een van de vier administratieve districten van gemeenten met uitgebreide bevoegdheid (správní obvody rozšířené působnosti obcí) in het Tsjechische district Olomouc in de regio Olomouc. Het administratief district is in 2003 opgericht en binnen het district vallen 20 gemeenten. De stad Litovel is de enige gemeente met bevoegd gemeentebestuur (obec s pověřeným obecním úřadem).

## Lijst van gemeente
De obce (gemeenten) in de SO ORP Litovel. De vetgedrukte plaatsen hebben stadsrechten. De cursieve plaatsen zijn steden zonder stadsrechten (zie: vlek).
Bílá Lhota - Bílsko - Bouzov - Červenka - Dubčany - Haňovice - Cholina - Litovel - Loučka - Luká - Měrotín - Mladeč - Náklo - Olbramice - Pňovice - Senice na Hané - Senička - Slavětín - Střeň - Vilémov